# NGC 472
NGC 472 là một thiên hà xoắn ốc nằm cách Trái Đất khoảng 220 triệu ánh sáng trong chòm sao Song Ngư. Nó được phát hiện vào ngày 29 tháng 8 năm 1862 bởi Heinrich Louis d'Arrest.